# Tritonkürt
A tritonkürt (Charonia tritonis) a csigák (Gastropoda) osztályának Littorinimorpha rendjébe, ezen belül a Ranellidae családjába tartozó faj.
A Charonia csiganem típusfaja.

## Előfordulása
A tritonkürt előfordulási területe az Indiai- és a Csendes-óceánok, valamint a Vörös-tenger.

## Megjelenése
E tengeri csigafaj házának a mérete, akár 60 centiméteres is lehet. Ezzel a mérettel az egyik legnagyobb csigafaj.

## Életmódja
A trópusi korallzátonyok egyik lakója. Ragadozó életmódot folytató állat; azon kevés élőlények egyike amely képes a töviskoronás tengericsillaggal (Acanthaster planci) táplálkozni. A csiga felhasítja a töviskoronás tengericsillag testét, és kiszívja a belsejét.

## Képek

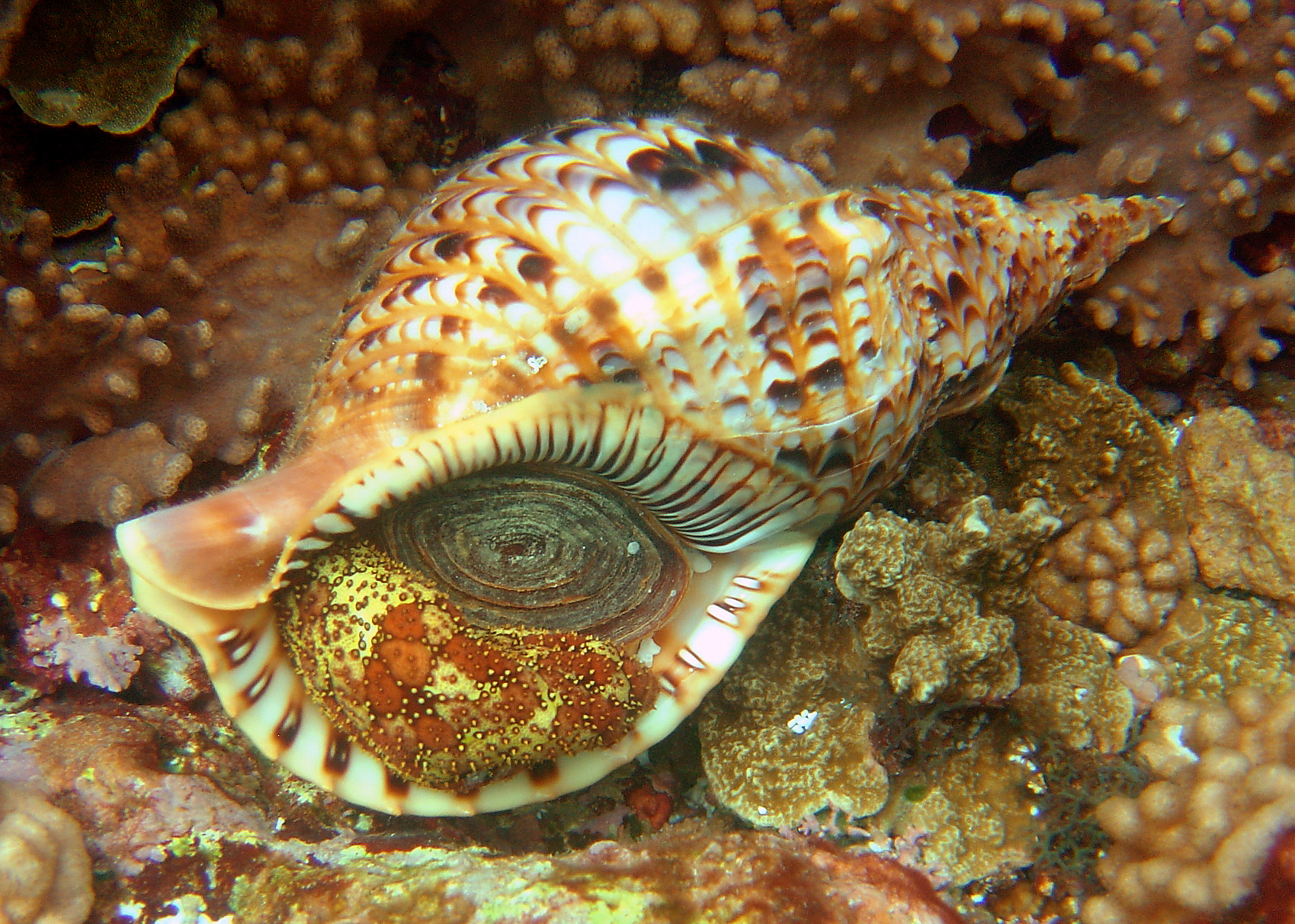
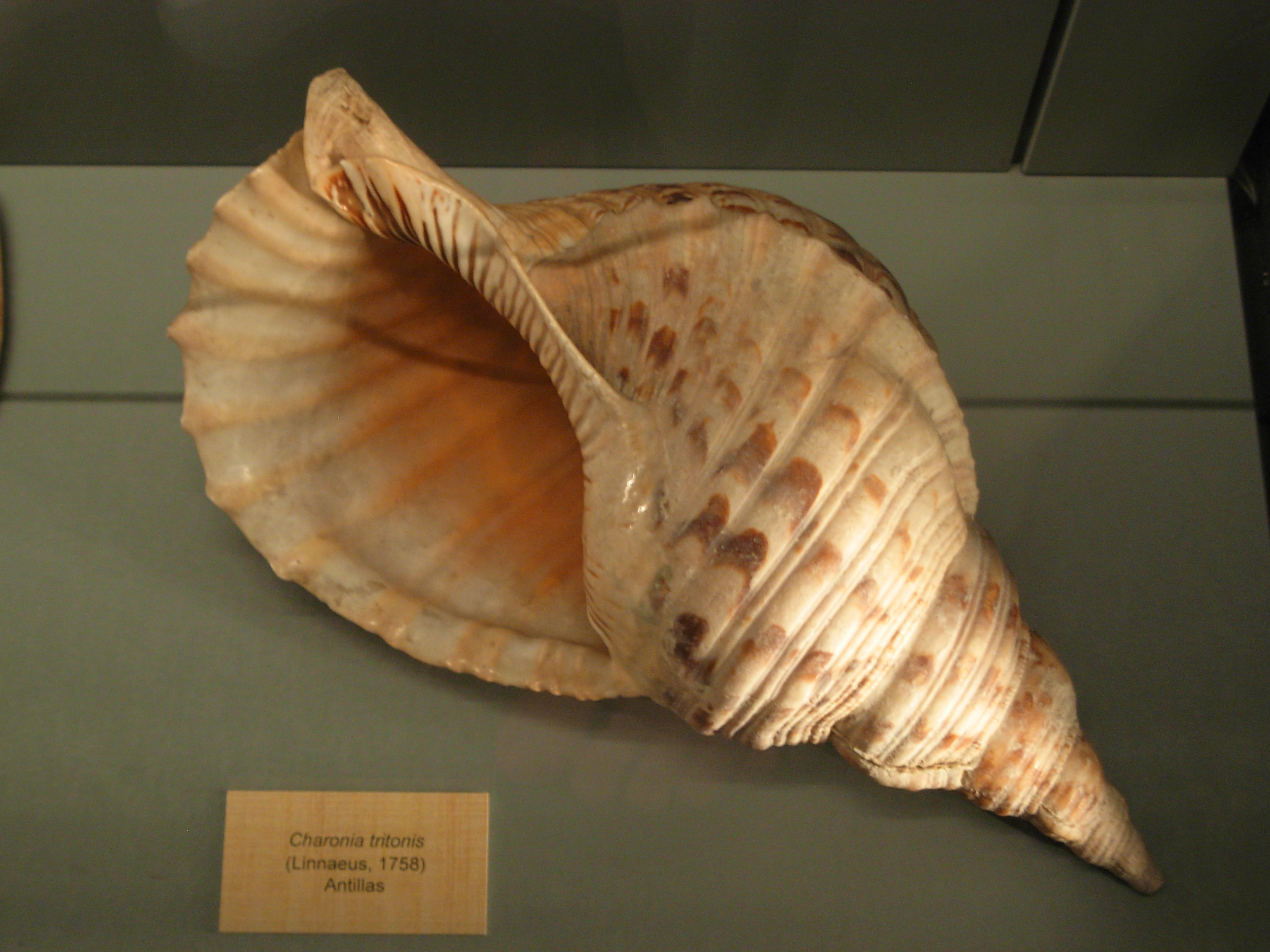
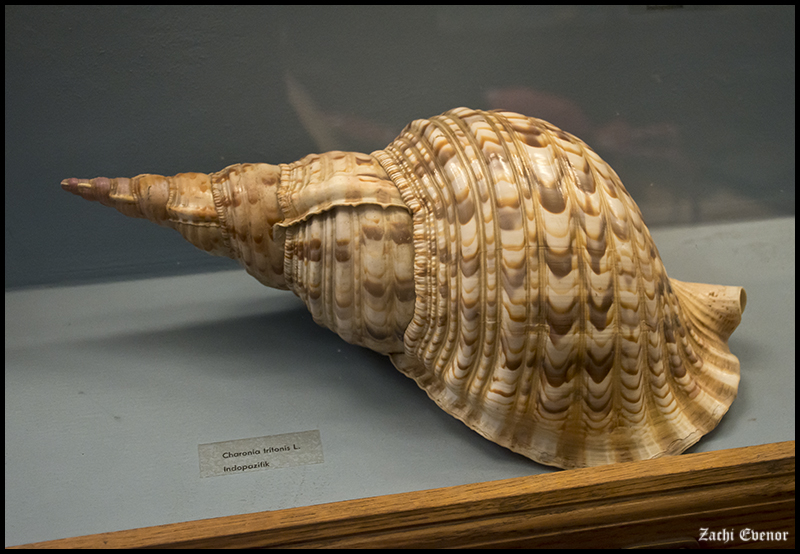
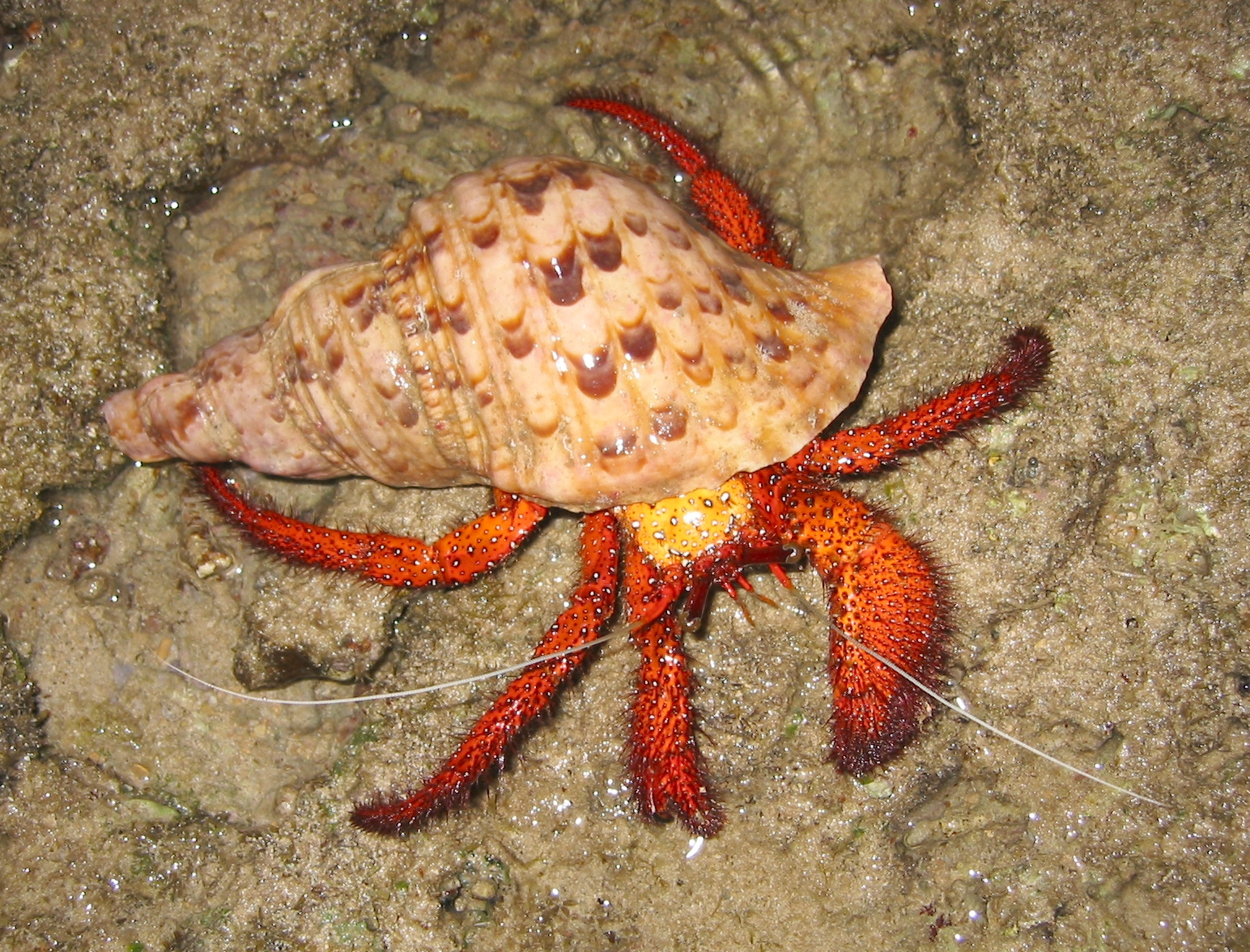
Dardanus megistos tulajdonaként

### Fordítás
- Ez a szócikk részben vagy egészben  a   Charonia tritonis című angol Wikipédia-szócikk ezen változatának fordításán alapul.  Az eredeti cikk szerkesztőit annak laptörténete sorolja fel. Ez a jelzés csupán a megfogalmazás eredetét és a szerzői jogokat jelzi, nem szolgál a cikkben szereplő információk forrásmegjelöléseként.